# Josip Voltić
Josip Voltić (Voltiggi, Voltiđi; Tinjan, 27. siječnja 1750. – Beč, 25. kolovoza 1825.), hrvatski jezikoslovac i leksikograf

## Životopis
Diplomirao je pravo u Beču, gdje je i živio najveći dio života. Radio je različite poslove, a njegov je jezikoslovni i prevoditeljski rad podupirao mecena barun Carnea-Steffaneo, kojega je podučavao hrvatskom jeziku. Objavio je u Beču na talijanskom jeziku "Bečka pisma" u kojima kritizira birokratizam u austrijskoj carevini. Kao učitelj jezika izradio je i 1803. objavio u Beču hrvatsko-talijansko-njemački rječnik s gramatikom koji donosi najosnovnija značenja (17 000 riječi). Zanosio se idejom o zajedničkom književnom "ilirskom" jeziku koji bi se temeljio na jezičnom razvoju svih hrvatskih krajeva. 
Voltićev "Ričoslovnik iliričkog, italijanskog i nimačkog jezika" (1803., Beč) trojezično je leksikografsko djelo s praktičnom namjenom (za školske potrebe). U njemu se služeći ujednačenim slavonskim grafijskim sustavom, Voltić oslonio na ugledne prethodnike (na Mikalju, Della Bellu, Belostenca te na Stullijev Lexicon, što je izišao 1801. godine). Autor poznaje sva tri govora (dajući dolično mjesto ikavici), a u našoj leksičkoj građi bilježi i neke druge dublete dobivene iz različitih tradicija pisanog jezika, odnosno različitih dijalekata (čakavskih, kajkavskih, štokavskih). Dubletno bilježi, primjerice, vokalno r (kao er, ar) navodi zamjenicu ča, što itd. U Voltićevu rječniku se također odrazila hibridna, trodijalektalna jezična koncepcija. Njegov "Ričoslovnik" utjecao je na preporodni rad, posebno na preporodne ideje ilirskog pokreta utjelovljene u svojevrsnu nacionalnom idealizmu.  